# Colin Firth
Colin Andrew Firth (Grayshott, 10 september 1960) is een Engels acteur. Hij werd verschillende keren genomineerd voor een BAFTA Award en voor zijn rol in Conspiracy voor een Emmy Award. Hij kreeg in 2002 een Europese filmprijs voor zijn rol in Bridget Jones's Diary en won in 2010 een BAFTA voor zijn rol in A Single Man. Voor deze rol was hij in 2010 ook genomineerd voor een Oscar voor beste mannelijke hoofdrol. In 2011 won hij de Oscar voor beste mannelijke hoofdrol en de Golden Globe voor beste acteur voor zijn rol in de film The King's Speech. Eerder dat jaar kreeg hij een ster op de beroemde Hollywood Walk of Fame.

## Carrière
Zijn carrière begon in 1983. Dat jaar speelde hij in het toneelstuk Another Country van Julian Mitchel. Een jaar later speelde hij in de film die van dit verhaal gemaakt is, samen met Rupert Everett. Vanaf toen kreeg hij rollen in talloze bekende maar ook onbekende films, zoals The Hour of the Pig, Apartment Zero, Femme Fatale, Valmont en Wings of Fame (met Peter O'Toole).
Firth is in Nederland en Vlaanderen bekend van onder meer zijn rol als Mr. Darcy in de BBC-serie Pride and Prejudice uit 1995 (naar een boek van Jane Austen). Toen hem gevraagd werd de rol van Mr. Darcy te spelen was Firth aanvankelijk verbaasd omdat hij van zichzelf vond dat hij weinig seksuele uitstraling had. Uiteindelijk zegde hij toch toe.
Na rollen in The English Patient en Shakespeare in Love stond Firth in 2000 weer op de planken. In het Donmar Warehouse in Londen speelde hij in Three Days of Rain. Vervolgens kwamen de films van Bridget Jones, waarin hij weer Mr. (Mark) Darcy mocht spelen. Helen Fielding, de schrijfster van de Bridget Jones boeken, was verzot op Pride and Prejudice, en dan vooral op Mr. Darcy (oftewel Firth). Dat Firth de rol van Mark Darcy accepteerde was dus een leuke bijkomstigheid.
Hierna volgden nog onder andere Love Actually (waarin diverse gerenommeerde Britse acteurs meespeelden zoals Hugh Grant, die ook in Bridget Jones speelde), Hope Springs, Trauma etc. In 2003 speelde Firth de rol van Johannes Vermeer in de film Girl with a Pearl Earring. Voor die rol heeft hij nog een bezoek gebracht aan Delft.

## Persoonlijk
In 1995 had hij, tijdens de opnames van de BBC-televisieserie Pride and Prejudice, een relatie met zijn tegenspeelster Jennifer Ehle. Tijdens de opnames van de televisieserie Nostromo in Colombia, in 1996, leerde Firth de Italiaanse productie-assistente Livia Giuggioli kennen, met wie hij in 1997 in Rome trouwde. Zij hebben twee zoons (2001 en 2003). Uit een eerdere relatie met actrice Meg Tilly heeft hij ook een zoon (1990). Op vrijdag 13 december 2019 maakten Firth en Giuggioli bekend dat zij na 22 jaar een punt achter hun huwelijk zetten.

## Filmografie
- Bridget Jones: Mad about the Boy (2025) - Mark Darcy
- Empire of Light (2022) - Mr. Elli
- The Staircase (2022) - Michael Peterson
- Operation Mincemeat (2021) - Ewen Montagu
- Mothering Sunday (2021) - Mr. Godfrey Niven
- Supernova (2020) - Sam
- The Secret Garden (2020) - Lord Archibald Craven
- 1917 (2019) - General Erinmore
- Kursk (2018) - David Russell
- Mary Poppins Returns (2018) - William Weatherall Wilkins/Wolf
- The Mercy (2018) - Donald Crowhurst
- Mamma Mia! Here We Go Again (2018) - Harry
- The Happy Prince (2018) - Reggie Turner
- Kingsman: The Golden Circle (2017) - Galahad / Harry Hart
- Red Nose Day Actually (2017) - Jamie
- Genius (2016) - Max Perkins
- Bridget Jones's Baby (2016) - Mark Darcy
- Kingsman: The Secret Service (2014) - Galahad / Harry Hart
- Magic in the Moonlight (2014) - Stanley
- Arthur Newman (2013) - Wallace Avery/Arthur Newman
- The Railway Man (2013) - Eric Lomax
- Gambit (2012) -  Harry Deane
- Tinker Tailor Soldier Spy (2011) - Bill Haydon, "Tailor"
- Steve (2010) - Steve
- Main Street (2010) - Gus LeRoy
- The King's Speech (2010) - King George VI (Oscar voor beste acteur)
- A Christmas Carol (2009) - Fred
- Dorian Gray (2009) - Lord Henry Wotton
- A Single Man (2009) - George Falconer
- Easy Virtue (2008) - Mr. Whittaker
- Genova (2008) - Joe
- The Accidental Husband (2008) - Richard
- Mamma Mia! (2008) - Harry Bright
- The Last Legion (2007) -'Aurelius
- Toyer (2007) - Toyer
- And When Did You Last See Your Father? (2007) - Blake Morrison
- The Colossus (2007) - Francis Wills
- Then She Found Me (2007)
- The Meat Trade (2006)
- Celebration (2006) (tv) - Russell
- London (2006) - Mark
- Nanny McPhee (2005) - Mr. Brown
- Where the Truth Lies (2005) - Vince
- Bridget Jones: The Edge of Reason (2004) - Mark Darcy
- Trauma (2004) - Ben
- Love Actually (2003) - Jamie Bennett
- Girl with a Pearl Earring (2003) - Johannes Vermeer
- What a Girl Wants (2003) - Henry Dashwood
- Hope Springs (2003) - Colin Ware
- The Importance of Being Earnest (2002) - Jack
- Londinium (2001) - Allen Portland
- Conspiracy (2001) (tv) - Dr. Wilhelm Stuckart
- Bridget Jones's Diary (2001) - Mark Darcy
- Relative Values (2000) - Peter Ingleton
- The Turn of the Screw (1999) (tv) - The Master
- Blackadder Back & Forth (1999) - William Shakespeare
- The Secret Laughter of Women (1999) - Matthew Field
- My Life So Far (1999) - Edward Pettigrew
- Donovan Quick (1999) (tv) - Donovan Quick
- Shakespeare in Love (1998) - Lord Wessex
- A Thousand Acres (1997) - Jess Clark
- Fever Pitch (1997) - Paul Ashworth
- Nostromo (1997) televisieserie - Charles Gould
- The English Patient (1996) - Geoffrey Clifton
- Pride and Prejudice (1995) (tv) - Mr. Fitzwilliam Darcy
- Circle of Friends (1995) - Simon Westward
- The Widowing of Mrs. Holroyd (1995) (tv) - Charles Holroyd
- Master of the Moor (1994) (tv) - Stephen Whalby
- Playmaker (1994) - Ross Talbert/Michael Condren
- The Deep Blue Sea (1994) (tv) - Freddie Page
- The Hour of the Pig (1993) - Richard Courtois
- Hostages (1993) (tv) - John McCarthy
- Mad at the Moon (1992) - Barber
- Out of the Blue (1991) (tv) - Alan
- Femme Fatale (1991) - Joseph Prince
- Wings of Fame (1990) - Brian Smith
- Valmont (1989) - Valmont
- Tumbledown (1989) (tv) - Robert Lawrence
- Apartment Zero (1988) - Adrian LeDuc
- The Secret Garden(1987) (tv) - Adult Colin Craven
- A Month in the Country (1987) - Tom Birkin
- Tales from the Hollywood Hills: Pat Hobby Teamed with Genius (1987) (tv) - Rene Wilcox
- Lost Empires (1986) televisieserie - Richard Herncastle
- 1919 (1985) - Young Alexander
- Dutch Girls (1985) - Neil Truelove
- Camille (1984) (tv) - Armand Duval
- Another Country (1984) - Tommy Judd

## Prijzen en nominaties
| Jaar | Titel                                  | Rol               | Prijs/nominatie |
| ---- | -------------------------------------- | ----------------- | --- |
| 1988 | Tumbledown                             | Robert Lawrence   | Royal Television Society Award voor Beste Acteur Nominatie—British Academy Television Award voor Beste Acteur |
| 1995 | Pride and Prejudice                    | Fitzwilliam Darcy | Broadcasting Press Guild Award voor Beste Acteur Nominatie—British Academy Television Award voor Beste Acteur Nominatie—National Television Awards voor Populairste Man ("Most Popular Male") |
| 1996 | The English Patient                    | Geoffrey Clifton  | Nominatie—Screen Actors Guild Award voor "Outstanding Performance by a Cast in a Motion Picture" |
| 1998 | Shakespeare in Love                    | Lord Wessex       | Screen Actors Guild Award voor "Outstanding Performance by a Cast in a Motion Picture" |
| 2001 | Bridget Jones's Diary                  | Mark Darcy        | European Film Awards voor Beste Acteur Nominatie—BAFTA voor Beste Mannelijke Bijrol Nominatie—Satellite Award voor Beste Acteur |
| 2001 | Conspiracy                             | Wilhelm Stuckart  | Television – HBO Nominatie—Primetime Emmy Award voor Beste Mannelijke Bijrol Nominatie—Satellite Award voor Beste Mannelijke Bijrol |
| 2003 | Girl with a Pearl Earring              | Johannes Vermeer  | Nominatie—European Film Awards voor Beste Acteur |
| 2003 | Love Actually                          | Jamie Bennett     | Nominatie—Phoenix Film Critics Society Award voor Beste Cast |
| 2007 | And When Did You Last See Your Father? | Blake Morrison    | Nominatie—British Independent Film Award voor Beste Mannelijke Bijrol |
| 2008 | Mamma Mia!                             | Harry Bright      | Nominatie—National Movie Award voor "Best Performance Male" |
| 2009 | A Single Man                           | George Falconer   | Austin Film Critics Association Award voor Beste Acteur BAFTA voor Beste Acteur Chlotrudis Award voor Beste Acteur Detroit Film Critics Society Award voor Beste Acteur London Film Critics Circle Award voor Brits Acteur van het Jaar San Diego Film Critics Society Award voor Beste Acteur San Francisco Film Critics Circle Award voor Beste Acteur Santa Barbara International Film Festival voor "Outstanding Performance of the Year" Vancouver Film Critics Circle Award voor Beste Acteur Venice Film Festival Nominatie—Academy Award voor Beste Mannelijke Hoofdrol Nominatie—Broadcast Film Critics Association Award voor Beste Acteur Nominatie—Dallas-Fort Worth Film Critics Association Award voor Beste Acteur Nominatie—Golden Globe Award voor Beste Acteur in Motion Picture Drama Nominatie—Independent Spirit Award voor Beste Mannelijke Hoofdrol Nominatie—Los Angeles Film Critics Association Award voor Beste Acteur Nominatie—Satellite Award voor Beste Acteur – Motion Picture Drama Nominatie—Screen Actors Guild Award voor "Outstanding Performance by a Male Actor in a Leading Role" Nominatie—Toronto Film Critics Association Award voor Beste Acteur Nominatie—Washington D.C. Area Film Critics Association voor Beste Acteur |
| 2010 | The King's Speech                      | Koning George VI  | Academy Award voor Beste Mannelijke Hoofdrol Alliance of Women Film Journalists Eda Award voor Beste Acteur Austin Film Critics Association Award voor Beste Acteur BAFTA voor Beste Mannelijke Hoofdrol British Independent Film Award voor Beste Acteur Broadcast Film Critics Association Award voor Beste Acteur Chicago Film Critics Association Award voor Beste Acteur Chlotrudis Award voor Beste Acteur Denver Film Critics Society Award voor Beste Acteur Detroit Film Critics Society Award voor Beste Acteur Florida Film Critics Circle Award voor Beste Acteur Golden Globe Award voor Beste Acteur Iowa Film Critics Award voor Beste Acteur Kansas City Film Critics Circle Award voor Beste Acteur London Film Critics Circle Award voor Acteur van het Jaar Los Angeles Film Critics Association Award voor Beste Acteur New York Film Critics Circle Award voor Beste Acteur North Texas Film Critics Award voor Beste Acteur Online Film Critics Society Award voor Beste Acteur Phoenix Film Critics Society Award voor Beste Acteur San Francisco Film Critics Circle Award voor Beste Acteur Satellite Award voor Beste Acteur Screen Actors Guild Award voor "Outstanding Performance by a Cast in a Motion Picture" Screen Actors Guild Award voor "Outstanding Performance by a Male Actor in a Leading Role" Southeastern Film Critics Association Award voor Beste Acteur St. Louis Gateway Film Critics Association Award voor Beste Acteuo] Vancouver Film Critics Circle Award voor Beste Acteur Washington D.C. Area Film Critics Association Award voor Beste Acteur Nominatie—Central Ohio Film Critics Association Award voor Beste Acteur Nominatie—Dallas-Fort Worth Film Critics Association Award voor Beste Acteur Nominatie—Evening Standard British Film Award voor Beste Acteur Nominatie—Houston Film Critics Society Award voor Beste Acteur Nominatie—Las Vegas Film Critics Society Award voor Beste Acteur Nominatie—London Film Critics Circle Award voor Brits Acteur bam het Jaar Nominatie—San Diego Film Critics Society Award voor Beste Acteur Nominatie—Toronto Film Critics Association Award voor Beste Acteur Nominatie—Utah Film Critics Association Award voor Beste Acteur |